# Erich Linhardt
Erich Linhardt (* 21. Oktober 1956 in Unterpremstätten, Steiermark) ist ein österreichischer römisch-katholischer Geistlicher und seit 2015 Generalvikar der Diözese Graz-Seckau.

## Leben
Erich Linhardt wurde 1956 in Unterpremstätten im Bezirk Graz-Umgebung in der Steiermark geboren und wuchs in Tobelbad auf. Dort besuchte er die Volksschule und war in seiner Kindheit auch als Ministrant tätig. Später schloss er ein Studium der Geschichte, Kunstgeschichte und Theologie ab. Bevor er in das Priesterseminar eintrat, übte er seine Tätigkeit als Historiker aus. Am 1. Juli 1990 erfolgte, zusammen mit Wilhelm Krautwaschl, dem heutigen Bischof der Diözese Graz-Seckau, die Priesterweihe. Zwei Jahre lang war er danach als Kaplan im Pfarrverband Mürzzuschlag tätig, ehe er zum Pfarrer von Frauental an der Laßnitz bestellt wurde. 1997 übernahm Linhardt die Pfarre der Stadtgemeinde Voitsberg. Ab 1998 war er zudem für die Pfarren Edelschrott sowie Sankt Martin am Wöllmißberg zuständig, ab 2013 zusätzlich für Hirschegg, Modriach und Pack. 1999 gründete er die Notschlafstelle in Voitsberg, die ihm bis heute ein großes Anliegen ist. In der Zeit von 1993 bis 2013 war er geistlicher Assistent der Familienhelferinnen in der Steiermark. Von 2008 bis zu seiner Bestellung zum Generalvikar durch Wilhelm Krautwaschl am 1. September 2015 war er zudem Dechant des Dekanates Voitsberg.

## Schriften
- 500 Jahre Tobelbad, 1991[4]
- Kirchenführer der Pfarrkirche Tobelbad